# Frank Wolff (Musiker)
Frank Wolff (* 28. August 1945 in Battenberg/Eder) ist ein deutscher Cellist.

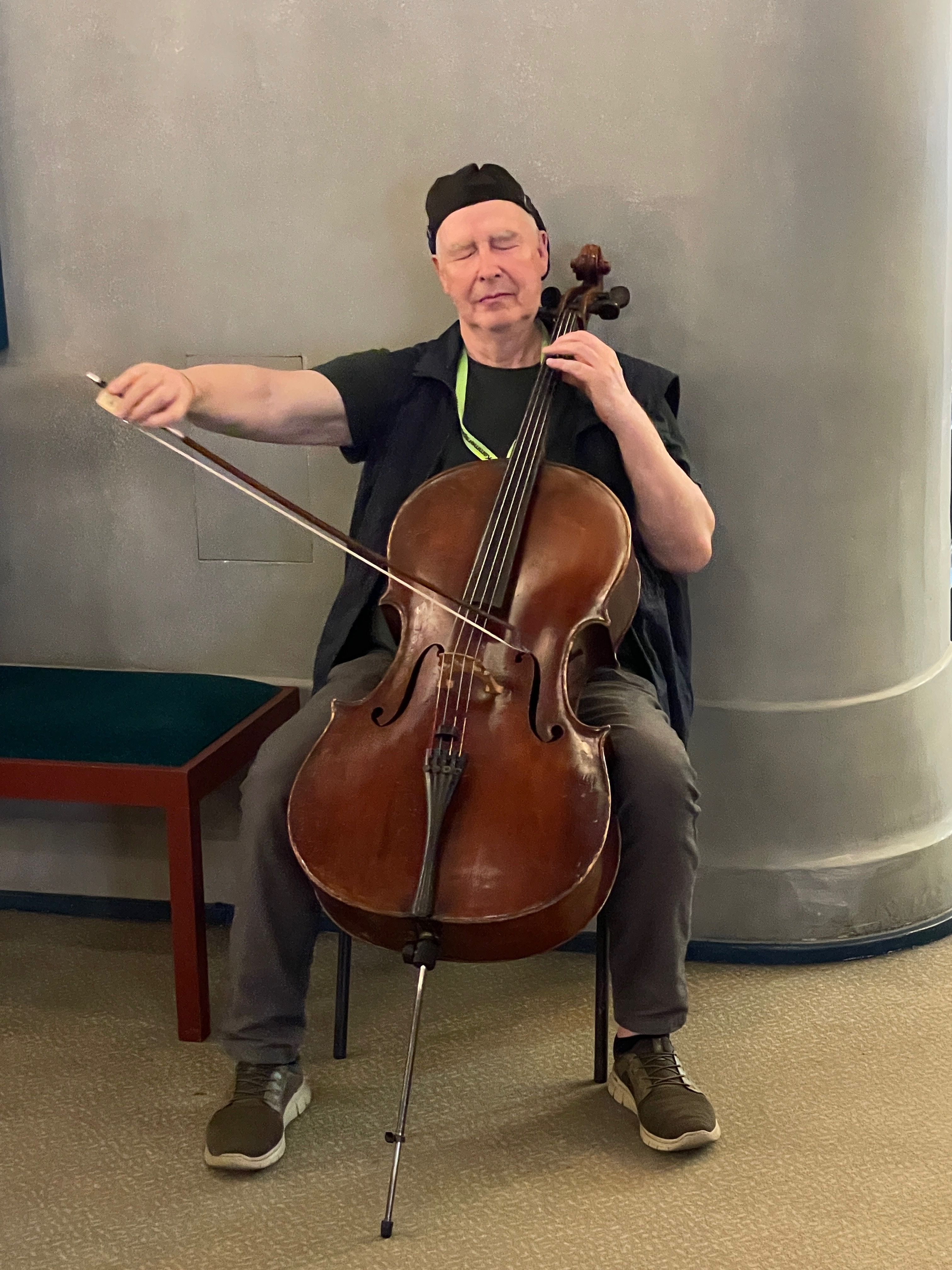
Frank Wolff (Münchner Kammerspiele, 13. Juni 2025)

## Leben
Er lebt zurzeit in Berlin und bewegt sich musikalisch zwischen »E- und U-Musik«.
Er ist ein Bruder von Karl Dietrich Wolff, der 1967/68 Vorsitzender des SDS war und später als Verleger bekannt wurde und dem Soziologen Reinhart Wolff, der sich ebenfalls in seiner Studentenzeit unter anderem an der Johann Wolfgang Goethe-Universität in Frankfurt politisch betätigte. Seine langjährige Lebensgefährtin war die 2005 verstorbene Anne Bärenz, mit der ihn auch eine intensive musikalische Zusammenarbeit verbunden hatte.
Bis 1966 studierte er in der Meisterklasse in Freiburg Cello, ging dann aber aus politischen Gründen nach Frankfurt zum Studium der Soziologie, da er meinte, nach Auschwitz könne man kein Cello mehr spielen. In Frankfurt engagierte er sich in der 68er-Bewegung und war stellvertretender SDS-Bundesvorsitzender. Nach dem Zerfall der Studentenbewegung widmete er sich wieder dem Cellostudium.
Mit dem originellen Frankfurter Kurorchester wurde Frank Wolff berühmt: 1981 hatte er es zusammen mit Anne Bärenz und Carl Hegemann gegründet. Von 1984 bis 1997 waren sie mit Willi Kappich und Jos Rinck auf Tournee. Seit 2002 steht er mit Sabine Fischmann, Ali Neander und Markus Neumeyer und dem Neuen Frankfurter Schulorchester (Anspielung auf die Neue Frankfurter Schule) auf der Bühne, das unter anderem Texte von Robert Gernhardt verarbeitet.
2007 wurde Wolff mit der Goetheplakette der Stadt Frankfurt am Main ausgezeichnet.

## Diskografie
- Frank Wolff: Solo und Kurorchester (1984)
- Frankfurter Abend: Ein witziges, spritziges Musik-Theater-Sketch-Programm (1988)
- Frankfurter Kurorchester: Live (1989)
- Frankfurter Kurorchester: Bon Voyage (1992)
- Frank Wolff: Cello solo (1994)
- Frankfurter Kurorchester: Incognito (1994)
- Frankfurter Kurorchester: Rausch (1995)
- Duo Anne Bärenz & Frank Wolff: Coming back – Eine Weltreise (1998)
- Bärenz/Wolff: Neuer Frankfurter Abend (1999)
- Neues Frankfurter Schulorchester: „atacca“ (2002)
- Frank Wolff: Mein blaues Cello (2003)
- Neues Frankfurter Schulorchester: Shanghai Show (2004)
- Anne Bärenz & Frank Wolff: Play on (2005)
- Anne Bärenz: Bye bye (2006)
- Neues Frankfurter Schulorchester: Tamtam (2006)
- Frank & frei – Mit dem Cello durch die Welt (2007)

## Film
- 2010: Mein blaues Cello gedreht von Wolfgang Würker, UA: 22. August 2010 im Kino Mal Seh'n in Frankfurt am Main[2]